# Gammarus syriacus
Gammarus syriacus is een vlokreeftensoort uit de familie van de Gammaridae. De wetenschappelijke naam van de soort is voor het eerst geldig gepubliceerd in 1895 door Chevreux.
Mannetjes van G. syriacus kunnen 23 mm groot worden, vrouwtjes blijven kleiner. De soort is bruinachtig tot groenachtig van kleur. Het komt voor in het midden oosten in Egypte, Libanon, Israël, Syrië en het zuidelijk deel van Turkije. Naar verwachting komt de soort ook voor in aanliggende landen als Jordanië en Irak. Er is vrij weinig bekend over de ecologie van de soort. Het is aangetroffen in smalle snelstromende wateren op 1600 m hoogte maar ook in een ondergrondse rivier in Libanon.